# Mauro (football)
Pour les articles homonymes, voir Mauro.
Mauro Silva Sousa, plus communément appelé Mauro, est un footballeur brésilien né le 31 octobre 1990 à Livramento de Nossa Senhora. Il évolue au poste de milieu défensif.

## Biographie
Mauro joue notamment au Sporting Braga, club avec lequel il remporte une Coupe du Portugal en 2016,.
Il dispute un total de 77 matchs en première division portugaise, et joue également 13 rencontres en Ligue Europa. Il atteint les quarts de finale de la Ligue Europa en 2016, en étant battu par le club ukrainien du Chakhtar Donetsk.
Il est contraint d'arrêter prématurément sa carrière à 27 ans à cause d'une infection bactérienne grave au genou.

## Palmarès
Avec le Sporting Braga :
- Vainqueur de la Coupe du Portugal en 2016
- Finaliste de la Coupe du Portugal en 2015
- Finaliste de la Suercoupe du Portugal en 2016